# 월트 디즈니 가족 박물관

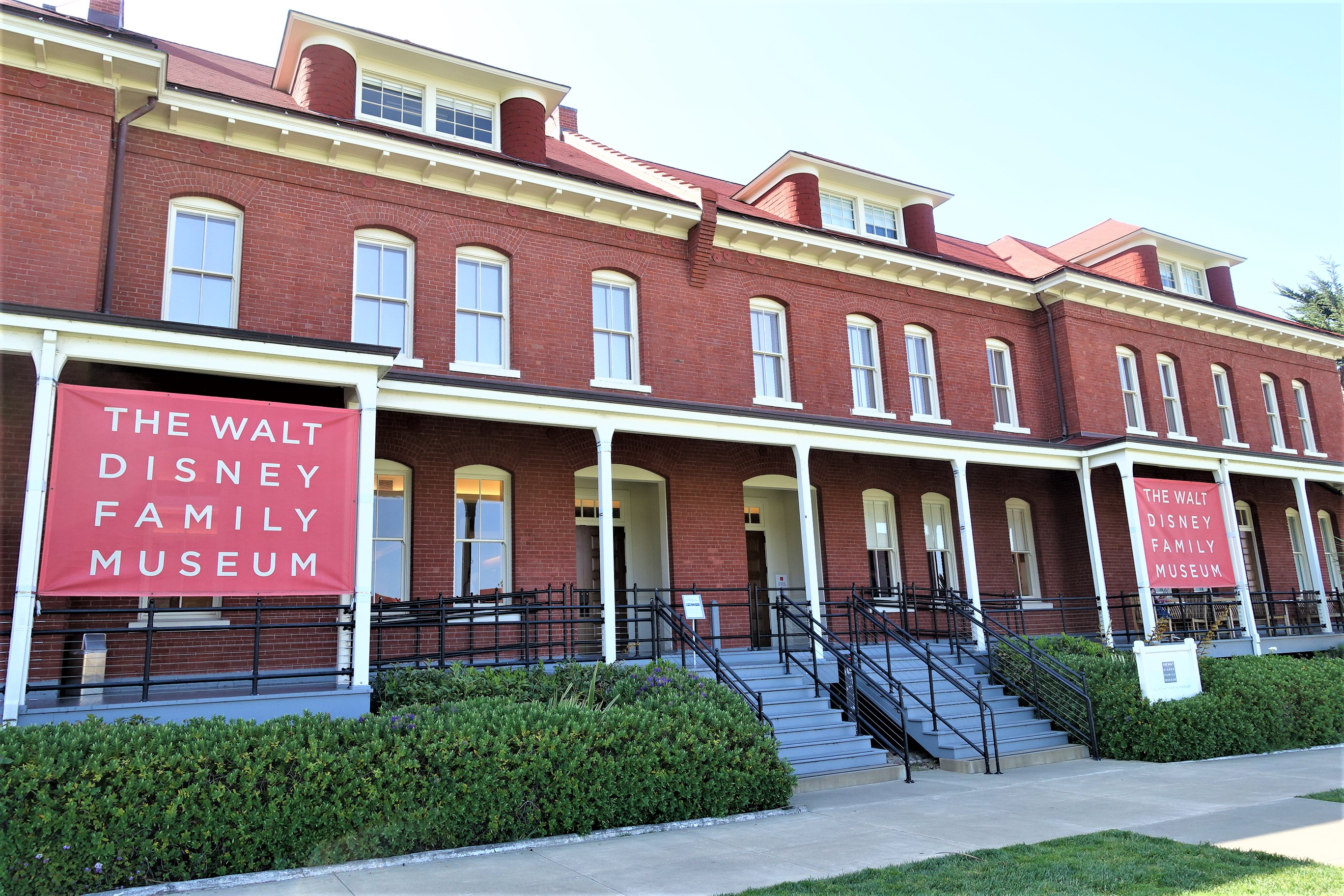
월트 디즈니 가족 박물관

월트 디즈니 가족 박물관(Walt Disney Family Museum)은 월트 디즈니의 삶과 유산을 특징으로 하는 미국의 박물관이다. 박물관은 샌프란시스코의 골든 게이트 국립 레크리에이션 구역의 일부인 프레시디오 오브 샌프란시스코에 위치해 있다. 박물관은 프레시디오 메인 포스트에 있는 기존의 역사적인 건물 세 개를 개조하고 확장했다. 주요 건물은 몽고메리 스트리트 104번지에 있으며 퍼레이드 그라운드를 향하고 있으며 2009년 10월 1일에 문을 열었다. 추가 박물관 사무실, 월트 디즈니 패밀리 재단 사무실 및 회전하는 주요 전시회는 라일리 애비뉴 122번지에 있는 다이앤 디즈니 밀러 전시관에 있다.
월트 디즈니 패밀리 뮤지엄은 디즈니의 딸이자 뮤지엄의 설립자인 다이앤 디즈니 밀러를 포함한 디즈니의 상속자들이 설립한 비영리 단체인 월트 디즈니 패밀리 재단에 의해 공식적으로 소유, 운영 및 자금을 지원했던 501(c)3 비영리 단체이다. 그것은 공식적으로 미디어 및 엔터테인먼트 기업인 월트 디즈니 컴퍼니와 관련이 없다.